# Al-Rajib
Al-Rajib este un oraș în Guvernoratul Amman în nord-vestul Iordaniei. În sursele clasice, Ar Rajib este cunoscut sub numele de Reğeb (Ragaba).